# Nat Turner
Nathaniel „Nat“ Turner (2. října 1800, Southampton County, Virginie – 11. listopadu 1831, Jerusalem, Virginie) byl americký otrok, jenž vedl povstání otroků ve Virginii, které se odehrálo 21. srpna 1831 a skončilo smrtí 60 bělochů a nejméně 100 černochů. Jeho příznivci pocházeli z virginského Southampton County. On sám byl odsouzen k trestu smrti a oběšen, ve Virginii bylo na základě obvinění z podílu na Turnerově povstání odsouzeno a popraveno dalších 56 černochů. Ve Virginii i dalších jižanských státech byly schváleny zákony, které zakazovaly vzdělávání otroků i svobodných černochů, omezily právo na shromažďování i jiná občanská práva svobodných černochů a vyžadovaly přítomnost bílých duchovních na černošských bohoslužbách.

## Život před povstáním
Po jeho narození zaznamenal majitel pouze jeho křestní jméno Nat, přestože mohl mít v komunitě otroků své vlastní příjmení. Dle zvyklostí oslovovali běloši Nata podle příjmení jeho majitele, kterým byl Samuel Turner. Historikové na tuto tradici navázali. O svém otci věděl jen velmi málo, zato měl blízko k babičce z otcovy strany, jíž se říkalo Stará Bridget (Old Bridget) a která byla také ve vlastnictví Samuela Turnera. Babička z matčiny strany pocházela z dnešní Ghany a do Ameriky byla poslána ve svých 13 letech.
Svůj život prožil v Southampton County, kde převažovalo černošské obyvatelstvo. Byl obdařen „přirozenou inteligencí a rychlým chápáním, v čemž ho předčil málokdo“. Jako chlapec se naučil číst i psát. Turner byl velmi nábožensky založený, často se postil, modlil nebo si četl příběhy z Bible. Zažil mnohá vidění, která interpretoval jako Boží poselství. Tyto vize měly velký vliv na jeho život. Například ve věku 22 let utekl od svého majitele, ale za měsíc, po jednom takovém vidění, se opět vrátil. Často vedl baptistické bohoslužby, kázal dalším otrokům, kteří mu přezdívali „Prorok“, a měl vliv i na bílé obyvatelstvo.
Na začátku roku 1828 nabyl přesvědčení, že byl „předurčen k velkému úkolu, který je v Božích rukou“. Byl přesvědčen, že mu Bůh dal za úkol „zabít nepřátele jejich vlastními zbraněmi“, v čemž mu měli pomoci čtyři další otroci, k nimž měl největší důvěru. Na začátku února 1831 si vyložil určité povětrnostní podmínky jako znamení, že se má začít připravovat na povstání proti otrokářům. 11. února 1831 bylo ve Virginii pozorováno prstencovité zatmění Slunce. On sám ho vnímal jako ruku černého muže nataženou ke slunci. Tuto vizi bral jako znamení. Povstání bylo původně plánováno na 4. července, Den nezávislosti. Nakonec však bylo odloženo, aby mohl společně se svými příznivci vše lépe naplánovat. 13. srpna došlo k dalšímu zatmění Slunce, během něhož získalo Slunce na chvíli modro-zelenou barvu (pravděpodobně kvůli nečistotám, které zůstaly v atmosféře po výbuchu sopky Mount St. Helens). Tuto událost pochopil jako poslední znamení a o týden později, 21. srpna, začalo povstání.

## Povstání, zajetí a poprava
Povstání zahájil pomocí několika dalších otroků, kterým věřil. Rebelové putovali od domu k domu, osvobozovali otroky a zabíjeli bělochy. K povstání se nakonec připojilo více než 70 otroků i svobodných černochů. Protože během útoků nechtěli upozorňovat na svou přítomnost, zpočátku používali namísto střelných zbraní nože, sekery a jiné tupé nástroje. Své oběti vraždili bez ohledu na věk či pohlaví. On sám se přiznal pouze k zabití jedné oběti povstání, Margret Whiteheadové, kterou ubil kůlem z plotu.
Než byla bílá domobrana schopna reagovat, rebelové zabili 60 mužů, žen a dětí. Několik rodin ušetřili, „protože on sám věřil, že chudí běloši se nepovažovali za nadřazené nad černochy‘“. Turner si myslel, že revoluční násilí otevře bělochům oči, aby si uvědomili realitu brutálního otrokářského systému. Později prohlásil, že chtěli v bílých vyvolat hrůzu a neklid.
Povstání bylo potlačeno za dva dny, ale on sám unikal zatčení až do 30. října. 5. listopadu 1831 byl postaven před soud a odsouzen k trestu smrti. Oběšen byl 11. listopadu ve virginském městě Jerusalem, dnešním Courtlandu. Poté byl stažen z kůže, sťat a rozčtvrcen.